# Тверь (кинотеатр)
Тверь — кинотеатр и культурно-развлекательный центр в городе Твери, основанный в начале 2003 года.
На уровне города соперничает за звание лучшего кинотеатра с кинотеатром «Звезда».
Один из старейших залов города, в нём периодически проводились городские киномероприятия.

## Общие сведения
Здание, в котором располагался кинотеатр, построено в стиле классицизм, оно находится на территории Пролетарского района. Адрес кинотеатра — проспект Ленина, дом № 10.
В кинотеатре был один кинозал, рассчитанный на 209 мест, по отзывам ряда зрителей являлся лучшим в городе, по комфорту сравним с кинотеатром «Звезда».
В этих двух кинотеатрах проходили премьеры наиболее многообещающих фильмов, таких как «Тарас Бульба», «Гарри Поттер и Дары Смерти: часть 2». Средняя месячная посещаемость кинотеатра составляет 12 000 человек.
Экран кинотеатра диагональю 10,5 метров являлся крупнейшим в городе. Зал был оснащён оборудованием Dolby Digital Surround EX. Кроме зала кинотеатра в здании существовали другие элементы инфраструктуры развлечений: кофейня, ночной клуб, бильярдный зал и игровой центр.
Кинотеатр неоднократно использовался для проведения мероприятий, связанных с кино:
- Кинофестиваль «Созвездие» — старейший в России ежегодный кинофестиваль. Кинотеатр «Тверь» много лет являлся одной из площадок этого кинофестиваля[7].
- Мировая премьера фильма «Скайлайн». Из-за разницы во времени с США 10 ноября 2010 года в кинотеатре Тверь произошла мировая премьера этого фильма. Его показ по России стартовал 11 ноября, а в США — 12 ноября[1].

Из-за долгов кинотеатр был закрыт, в его здании теперь находится одноимённый торгово-офисный центр.